# Grossera elongata
Grossera elongata är en törelväxtart som beskrevs av John Hutchinson. Grossera elongata ingår i släktet Grossera och familjen törelväxter. IUCN kategoriserar arten globalt som sårbar.
Artens utbredningsområde är Principe. Inga underarter finns listade i Catalogue of Life.